# Альфредо, Альфредо
«Альфредо, Альфредо» (итал. Alfredo, Alfredo) — кинокомедия 1972 года итальянского режиссёра Пьетро Джерми. На главную роль режиссёр взял американца Дастина Хоффмана, роль которого была переозвучена итальянским актёром Ферруччо Амендола.

## Сюжет
Главный герой фильма — итальянец Альфредо, обычный банковский служащий. Он женится на красивой женщине, но этот брак не совсем удачный.

## В ролях
- Дастин Хоффман — Альфредо
- Стефания Сандрелли — Мария Роза Каравани
- Карла Гравина — Каролина
- Клара Колозимо — мать Каролины
- Луиджи Багетти — отец Альфредо
- Даника Ла Лоджа — мать Марии Розы
- Витторио Дузе — судья

## Номинации и награды
- Номинация на «Золотой глобус» в категории «Лучший иноязычный фильм»
- Премия «Давид ди Донателло» в категории «Лучший фильм» [1]
- Номинация на награду Национального совета кинокритиков США за «Лучший фильм на  иностранном языке»